# Secção (militar)
A secção (português europeu) ou seção (português brasileiro) é uma pequena unidade militar existente em vários exércitos, constituída por um efetivo de cerca de 10 militares, sob o comando de um cabo ou sargento. No entanto, em alguns exércitos, é um tipo de unidade de efetivo correspondente ao pelotão, estando sob o comando de um tenente ou alferes.

## Secção por países

### Brasil
No Corpo de Bombeiros da Polícia Militar do Paraná uma seção possui o efetivo equivalente ao de um pelotão.
No Exército Brasileiro uma seção corresponde a um Grupo de Combate.

### Estados Unidos da América
No Exército dos EUA, a secção é a unidade de cavalaria aproximadamente equivalente à esquadra de infantaria. Na artilharia, a secção é uma unidade de escalão equivalente ao da esquadra, cujas equipas de tiro podem atuar independentemente umas das outras no âmbito do pelotão. Também são designadas "secções" as formações administrativas sob a supervisão de sargentos.

### França
No Exército de Terra Francês, a secção é a subdivisão de uma companhia, nas tradicionais armas a pé que incluem a infantaria, a engenharia e as transmissões. Cada secção é comandada por um oficial. Nas tradicionais armas a cavalo, incluindo a arma blindada e cavalaria, a artilharia, o material e o trem, a unidade equivalente é o pelotão. A unidade francesa equivalente à secção da maioria dos outros exércitos é designada "grupo de combate".

### Portugal
Na maioria das armas e serviços do Exército Português, uma secção é uma pequena unidade, com um efetivo à volta dos 10 militares, comandada por sargento ou furriel. Algumas secções especializadas podem ser comandadas por um oficial.
Na infantaria, a típica secção de atiradores é comandada por um segundo-sargento ou furriel e divide-se em duas esquadras, cada qual comandada por um primeiro-cabo. A primeira esquadra é composta por comandante, apontador de metralhadora ligeira, municiador de metralhadora ligeira e um ou dois atiradores. A segunda esquadra é composta por comandante, apontador de arma anticarro, municiador de arma anticarro e um ou dois atiradores. Com excepção dos apontadores, todos os militares são armados com espingarda automática,  estando duas delas (uma por esquadra) equipadas com lança-granadas. Cada pelotão de atiradores inclui três secções.
Durante a Guerra do Ultramar, a organização adoptada para os grupos de combate, dividia-os em três secções especializadas: a da metralhadora ligeira (ML), a do morteiro ligeiro e a do lança-granadas-foguete (LGF). Cada secção incluía o comandante, um apontador, um municiador, um granadeiro e cinco atiradores. Os apontadores e municiadores operavam a arma pesada da secção (a ML, o morteiro de 60 mm ou o LGF). Com excepção dos apontadores, todos os elementos das secções estavam armados com espingarda automática G3 m/63 de 7,62 mm, das quais as dos granadeiros estavam equipadas com dilagramas (dispositivos de lançamento de granadas de mão).
A organização dos pelotões de atiradores do Exército Português que vigorou entre as décadas de 1930 e de 1950 - inclusive durante a Segunda Guerra Mundial - incluía esquadras modulares de atiradores e de metralhadoras ligeiras que se podiam agrupar em secções de vários tipos. Existiam duas esquadras de atiradores e duas de metralhadoras, cada qual com oito militares comandados por um primeiro-cabo. O agrupamento das duas esquadras de atiradores formaria uma secção de atiradores, o das duas esquadras de metralhadoras formaria uma secção de metralhadoras e o de uma esquadra de atiradores com uma de metralhadoras formaria uma secção (mista). Cada secção seria comandada por um dos dois sargentos existentes no pelotão.

### Reino Unido eCommonwealth
No Exército Britânico e em outros exércitos da Commonwealth, a secção atual compreende oito militares, dos quais, um cabo como comandante de secção, um anspeçada (lance corporal) como seu segundo comandante e seis soldados. Três secções formam um pelotão. Em operações de guerra convencional, a secção é dividida em duas equipas de tiro (fireteams) de quatro militares (equipas Charlie e Delta), uma comandada pelo cabo e a outra pelo anspeçada. Em cada equipa de tiro, existe um cabo ou anspeçada armado com espingarda de assalto L85A2 de 5,56 mm, um atirador armado com L85A2 com lança-granadas de 40 mm incorporado, um atirador armado com metralhadora ligeira L110A1 de 5,56 mm e um atirador armado com arma de apoio ligeiro L86A2 de 5,56 mm.
A secção de atiradores (rifle section) do Exército Britânico da Segunda Guerra Mundial era formada por 10 militares, com um cabo como líder de secção, um anspeçada e oito soldados. A secção dividia-se no grupo de atiradores - constituído pelo cabo e por seis soldados armados com espingardas Lee Enfield - e no grupo de metralhadoras ligeiras - composto pelo anspeçada, por um apontador de metralhadora Bren e por um municiador com o tubo sobresselente e munições adicionais.
Desde a mudança do calibre .303 Britânico para o 7,62 mm NATO na década de 1950, até à introdução do calibre 5,56 mm NATO na década de 1980, a secção típica esteve armada e organizou-se à volta da metralhadora de propósito geral L7 GPMG de 7,62 mm. A secção dividia-se normalmente em grupo de atiradores e grupo da arma. O grupo de atiradores compreendia o cabo (comandante de secção) armado com espingarda automática L1A1, o apontador anti-carro com canhão sem recuo Carl Gustav de 84 mm e submetralhadora de 9 mm, o apontador anti-carro n.º 2 com munições adicionais de 84 mm e com L1A1 e dois atiradores com L1A1. O grupo da arma era comandada pelo anspeçada (segundo comandante da secção) armado com L1A1, o apontador com a metralhadora L7 GPMG e o apontador n.º 2 com L1A1. As táticas de secção consistiam basicamente em colocar a metralhadora L7 GMPG em posição para suprimir o inimigo, com o resto da secção em seu apoio. Depois da metralhadora suprimir o inimigo, o grupo de atiradores iria assaltar e destruir a posição inimiga, com a metralhadora a batê-la pelo fogo até ao último momento em que isso fosse possível.
Esta última organização foi abandonada em detrimento de uma baseada em equipas de tiro, quando, no final da década de 1980, foram introduzidas as espingardas de assalto e as armas de apoio ligeiro de 5,56 mm. Estas consistiam na espingarda de assalto L85 IW e na arma de apoio ligeiro L86 LSW com um cano mais longo. A L86 LSW é agora geralmente usada como espingarda de atirador designado (para tiro contra alvos a mais 600 m), sendo o fogo de supressão realizado pela metralhadora ligeira alimentada por cinta de munições. Cada equipa de tiro dispõe de uma L85 IW simples, um L85 IW com lança-granadas, uma L86 LSW e uma metralhadora ligeira. Algumas unidades empenhadas no Afeganistão reintroduziram o uso da antiga metralhadora L7 GMPG como arma de secção, à escala de uma arma por equipa de tiro, o que significa passaram a ser usadas apenas duas L85 IW por secção, ambas com lança-granadas. Esta prática pode vir a ser alterada com a introdução da espingarda de precisão L129A1 de 7,62 mm, que trará oficialmente de volta este calibre ao nível da secção, como reconhecimento do fato do calibre 5,56 mm se ter mostrado inadequado no Afeganistão.